# Pedro Pichardo
Pedro Pichardo (portuguès: Pedro Pablo Pichardo)  (Santiago de Cuba, Cuba, 30 de juny de 1993) és un atleta cubà, nacionalitzat portuguès, especialitzat en la prova del Triple salt. Ha participat en 2 Olimpíades, guanyant la medalla d'or en els Jocs Olímpics de Tòquio 2020. A més, ha guanyat 3 medalles (1 d'or) en els Campionats del Món, 1 medalla d'or en els Jocs Panamericans de Toronto 2015 i 1 medalla d'or en el Campionat d'Europa de Múnic 2022. Actualment posseïx el rècord nacional de Cuba (18.08m) i el rècord nacional de Portugal (17.98m).

### Carrera professional representant a Cuba
L'any 2012, es va donar a conèixer internacionalment guanyant el Campionat del Món Júnior celebrat a Barcelona, amb un salt de 16,79m. Un any més tard, aconseguiria la medalla de plata en el Campionat del Món de Moscou 2013, amb una marca de 17,68m. El 28 de maig de 2015, Pichardo aconseguiria la seva marca personal i el rècord nacional de Cuba amb un salt de 18,08m a l'estadi olímpic de l'Havana. El mes de juliol guanyaria la medalla d'or en els Jocs Panamericans de Toronto 2015, saltant 17,54m. i el mes d'agost aconseguia de nou la medalla de plata en el Campionat del Món de Pequín 2015, amb una marca de 17,73m. A més, aquell any també es va estrenar en la prova de salt de llargada a Bilbao, fent un salt de 7,81m. El 2016, tot i classificar-se pels Jocs Olímpics de Rio 2016, no hi va poder competir degut al ressentiment d'una lesió al turmell.

### Deserció i nacionalització portuguesa
El mes d'abril de 2017, Pichardo desapareixia de la concentració que l'equip cubà estava fent a Stuttgart, preparant el Campionat del Món. Pocs dies més tard, s'anunciava el seu fitxatge pel club d'atletisme del Benfica i la seva nova residència a Lisboa. El 7 de desembre del mateix any anunciava en roda de premsa que havia aconseguit la nacionalitat portuguesa i que per tant ja podia representar a Portugal en les proves internacionals. Un any més tard, declararia que va abandonar Cuba degut a les condicions materials i polítiques de l'illa caribenya. El maig del 2018, Pichardo va aconseguir el rècord nacional de Portugal, amb un salt de 17,95m, que li va permetre guanyar la medalla d'or a la Diamond League. No va ser fins a l'octubre del 2018, que la Federació Internacional d'Atletisme va permetre a Pichardo competir amb Portugal a partir de l'1 d'agost del 2019. Això va iniciar un conflicte intern dins de la selecció portuguesa amb Nelson Évora, líder del Triple Salt portuguès fins aleshores.

### Carrera esportiva representant a Portugal
L'any 2019, amb la primera representació internacional amb Portugal, només va poder aconseguir la 4a posició en el Campionat del Món de Doha, amb un millor salt de 17.62m. El 5 d'agost de 2021, aconseguiria la seva màxima fita esportiva penjant-se la medalla d'or als Jocs Olímpics de Tòquio, amb una marca de 17.98m, el què a més, significaria el nou rècord nacional de Portugal. El juliol de 2022, Pichardo guanyava per primera vegada el Campionat del Món, celebrat a Eugene, amb un salt de 17.95m. Un mes després, participava per primera vegada i guanyava, el Campionat d'Europa de Múnic, amb una marca de 17.50m. El 2023, una lesió a l'esquena li va impedir a l'atleta cubà participar al Campionat del Món de Budapest.

## Marques personals
| Disciplina                   | Marca     | Vent    | Seu      | Data               |
| ---------------------------- | --------- | ------- | -------- | ------------------ |
| Triple Salt                  | 18.08m NR | 0,0 m/s | L'Havana | 28 de maig de 2015 |
| Salt de llargada             | 7.81m     | 0,1 m/s | Bilbao   | 20 de juny de 2015 |
| Triple Salt en pista coberta | 17.60 NR  | -       | Istanbul | 3 de març de 2023  |

## Trajectòria professional
| Jocs Olímpics      | Jocs Olímpics  | Jocs Olímpics | Jocs Olímpics |
| Any                | Seu            | Posició       | Prova         |
| ------------------ | -------------- | ------------- | ------------- |
| 2016               | Rio de Janeiro | DNS           | Triple Salt   |
| 2020               | Tòquio         | 1             | Triple Salt   |
| Campionat del Món  |                |               |               |
| 2013               | Moscou         | 2             | Triple Salt   |
| 2015               | Pequín         | 2             | Triple Salt   |
| 2019               | Doha           | 4a posició    | Triple Salt   |
| 2022               | Eugene         | 1             | Triple Salt   |
| Jocs Panamericans  |                |               |               |
| 2015               | Toronto        | 1             | Triple Salt   |
| Campionat d'Europa |                |               |               |
| 2022               | Múnic          | 1             | Triple Salt   |